# Aggelos Kiayias
Aggelos Kiayias (en griego: Άγγελος Κιαγιάς) Miembro de la Real Sociedad de Edimburgo (Royal Society de Edimburgo), es un criptógrafo e informático griego, actualmente profesor en la Universidad de Edimburgo y director científico en Input Output Global, la empresa detrás del desarrollo de la Blockchain de Cardano.

## Educación
Kiayias recibió su Ph.D. en 2002 en la Universidad de la Ciudad de Nueva York ; sus asesores fueron Moti Yung y Stathis Zachos.

## Carrera e investigación
Kiayias es presidente de seguridad cibernética y privacidad, y director del Laboratorio de Tecnología Blockchain en la Universidad de Edimburgo, así como miembro el Laboratorio de Fundamentos de Ciencias de la Computación. También es el científico jefe de la empresa de tecnología blockchain IOHK. Previamente trabajó en la Universidad de Connecticut y en la Universidad Nacional y Kapodistriana de Atenas. En 2017, Kiayias inició un curso de blockchain, convirtiendo a Edimburgo en “una de las primeras grandes universidades europeas en lanzar un curso de blockchain”, según el Financial Times. El Laboratorio de Tecnología Blockchain tiene su sede en el Centro Bayes en la universidad. Investiga sistemas descentralizados en colaboración con la industria y organismos gubernamentales. Para 2021, el laboratorio contó con nueve miembros del personal y 21 investigadores y estudiantes de doctorado. En ese año, Kiayias fue elegido miembro de la Royal Society of Edinburgh (FRSE).
Kiayias ha trabajado en varias áreas criptográficas:
- Principalmente, investigó y diseñó algoritmos en el área de las criptomonedas: es uno de los desarrolladores de Cardano (plataforma de criptomonedas) y su protocolo Ouroboros que actúa como mecanismo de prueba de participación.
- Además, ha trabajado con firmas grupales, rastreo de traidores, anonimato y generación de claves (consulte algunas publicaciones seleccionadas a continuación.[10])
- También ha trabajado en sistemas criptográficos de votación.

Kiayias se ha desempeñado en comités de programa y comités organizadores de numerosas conferencias de criptografía. En particular, dentro de los foros organizados por la Asociación Internacional para la Investigación Criptológica, se desempeñó como presidente general de Eurocrypt 2013, y como presidente del programa de criptografía de clave pública (PKC) 2020, y formó parte del comité directivo. del Real World Crypto Symposium durante 2013–21.
En 2016, Kiayias dirigió un equipo que publicó un documento de impresión electrónica (número 889, fechado el 12 de septiembre) que describe el protocolo de consenso de cadena de bloques de Ouroboros.
En 2017, Kiayias comenzó a impartir un curso de blockchain en la Universidad de Edimburgo.
En 2019, Kiayias publicó un artículo con Emilios Avgouleas de la facultad de derecho de Edimburgo, sobre la tecnología blockchain y el riesgo sistémico.
En 2021, New Scientist citó a Kiayias sobre el consumo de recursos de la criptomoneda Chia, diciendo que si bien Chia era menos intensiva que Bitcoin.
En junio de 2022 publicó un artículo científico planteando un innovador mecanismo para permitir reparto de recompensas en redes de mezclaen general y la red de mezcla Nym en particular.

### Voto electrónico
Desde 2003, Kiayias centró su investigación en la privacidad y el voto electrónico seguro mediante criptografía en la Universidad de Connecticut. En 2006, dirigió un equipo que descubrió fallas de seguridad en las máquinas Diebold AccuVote-OS (el "Informe de escaneo óptico") en un estudio respaldado por la Oficina del Secretario de Estado de Connecticut. A diferencia de estudios anteriores, las fallas se descubrieron experimentando con la máquina y sin ningún acceso al código fuente de AV-OS.
En 2015, The Wall Street Journal informó que Kiayias, por entonces profesor de criptografía y seguridad informática en la Universidad de Atenas, había dirigido un equipo que había desarrollado un sistema de votación electrónica cifrada para Grecia. El artículo describía que el sistema se basaba en un "libro mayor distribuido y disponible públicamente" en el que los votantes recibían claves electrónicas "similares a la combinación de clave privada y pública de la cadena de bloques que autentica las transacciones de bitcoin". Sin embargo, el WSJ señaló motivos políticos que podrían obstaculizar la aplicación de dicha tecnología: "el actual gobierno griego no está interesado [en la votación electrónica] porque está preocupado por la posible interrupción que los nuevos sistemas de votación podrían desencadenar entre los jóvenes, tecnológicamente expertos y electorados móviles". Citó a Kiayias: "El gobierno griego anterior estaba a favor del voto electrónico, pero el nuevo no lo está... Cada vez que se modifica la infraestructura de votación, también se puede modificar la población que realmente participa en la votación".
En 2017, en el Futuro Democrático de Escocia: Exploring Electronic Voting, una conferencia organizada por el Equipo de Elecciones del Gobierno Escocés y la Escuela de Informática de la Universidad de Edimburgo, Kiayias dijo que "la criptografía proporciona una metodología completa para diseñar y establecer formalmente la seguridad de los sistemas de votación". y que en términos de tecnología de voto electrónico, "Escocia puede hacer esto y puede ser ejemplar". El evento fue citado por Joe FitzPatrick MSP, Ministro de Asuntos Parlamentarios, en una respuesta escrita sobre la estrategia digital del gobierno escocés y su trabajo en los sistemas de votación en línea.
Kiayias es miembro del grupo de trabajo sobre votación electrónica de la Institución de Ingeniería y Tecnología, que elaboró un informe de 2020, "Votación por Internet en el Reino Unido", en el que se analizan los problemas, los desafíos y los riesgos de la tecnología.
Un artículo de la revista Fortune en el período previo a las elecciones presidenciales de EE. UU. de 2020 discutió los desafíos legales y logísticos de implementar un sistema de votación en línea para el país. Kiayias comentó: “Estados Unidos vive con un sistema de votación diseñado hace 200 años”.

## Publicaciones seleccionadas
- Juan A. Garay, David S. Johnson, Aggelos Kiayias, Moti Yung : La combinatoria de la diversidad oculta. teor. computar ciencia 812: 80–95 (2020)
- Juan A. Garay, Aggelos Kiayias, Nikos Leonardos: El Protocolo Backbone de Bitcoin: Análisis y Aplicaciones. EUROCRIPTA (2) 2015: 281–310
- Aggelos Kiayias, Serdar Pehlivanoglu: Cifrado para contenido digital. Avances en seguridad de la información 52 (un libro), Springer 2010,ISBN 978-1-4419-0043-2, págs. 1–197
- Babak Azimi-Sadjadi, Aggelos Kiayias, Alejandra Mercado, Bülent Yener : Generación robusta de claves a partir de envolventes de señal en redes inalámbricas. CCS 2007: 401–410
- Aggelos Kiayias, Yiannis Tsiounis, Moti Yung : Firmas rastreables. EUROCRIPTA 2004: 571–589
- Yevgeniy Dodis, Aggelos Kiayias, Antonio Nicolosi, Victor Shoup : Identificación anónima en grupos ad hoc. EUROCRIPTA 2004: 609–626
- Aggelos Kiayias, Moti Yung : Uso compartido sólido, verificable y no interactivo de ceros: una utilidad de complemento para mejorar la privacidad de los votantes, en: Dimitris A. Gritzalis (ed. ) Votación Electrónica Segura, Springer, 2003.ISBN 978-1402073014 : págs. 139–152
- Aggelos Kiayias, Moti Yung : Rastreo de traidores con tasa de transmisión constante. EUROCRIPTA 2002: 450–465
- Aggelos Kiayias, Moti Yung : Piratas autoprotectores y rastreo de traidores de caja negra. CRIPTO 2001: 63–79